# Erich von Dresky
Erich Hans Gotthard Hermann von Dresky (* 27. Juni 1850 in Birkholz; † 27. April 1918 in Kiel) war ein deutscher Vizeadmiral der Kaiserlichen Marine.

## Leben

### Herkunft
Erich von Dresky entstammte dem 2. Ast und dem 1. Zweig der Familie von Dresky. Er war der jüngste Sohn von Hermann von Dresky (1806–1852) und Auguste von Nimptsch (1813–1875).
Seine älteren Brüder waren der spätere Generalmajor Eugen von Dresky (1831–1892) und der spätere Generalleutnant Gotthardt von Dresky (1844–1912).

### Werdegang
Erich von Dresky trat am 26. April 1868 in die Norddeutsche Marine ein. 1879 war er als Leutnant zur See Inspektionsoffizier der Marineschule in Kiel. Am 20. April 1882 erfolgte seine Beförderung zum Kapitänleutnant.
Mit der Indienststellung am 22. Mai 1882 wurde er Kommandant der Hummel. Bis zur Überführung des Schiffes nach Kiel bis 10. Juni 1882 blieb er in dieser Kommandierung. Die Hummel wurde anschließend bereits wieder außer Dienst gestellt. Später war er Führer der 2. Kompanie der I. Werftdivision.
Am 25. März 1890 wurde er Korvettenkapitän, war mit dem Indienststellungszeitraum vom 9. April 1890 bis 30. September 1890 Kommandant des Aviso Blitz und anschließend von Oktober 1890 bis Oktober 1891 Kommandant der Habicht. Zum 1. April 1892 wurde er Ausrüstungsdirektor der Werft in Danzig und blieb dies bis 1894. Von Anfang November 1894 bis Mai 1896 war er Kommandant der erneut in Dienst gestellten Irene Er wurde in dieser Position am 23. Dezember 1895 zum Kapitän zur See befördert und blieb deren Kommandant bis Mai 1896. Die Irene war der Ostasiatischen Kreuzerdivision zugeteilt. Anschließend wurde er Kommandeur der I. Matrosendivision und blieb dies bis zur Übernahme seines nächsten Bordkommandos. Ab September 1897 war er für zwei Jahre Kommandant der Brandenburg. Mit der erneuten Indienststellung am 21. Oktober 1899 wurde er Kommandant der Kaiser Friedrich III. und blieb dort Kommandant bis September 1900. Er wurde erneut Kommandeur der I. Matrosen-Division.
Als 1901 das I. Geschwader eingerichtet wurde, hatte der Geschwaderchef Vizeadmiral Prinz Heinrich von Preußen den vorgeschlagenen Chef des Stabes, Kapitän zur See Henning von Holtzendorff, abgelehnt und stattdessen entweder von Dresky oder Kapitän zur See Ludwig Borckenhagen angefordert. Der Marinekabinettchef, Gustav von Senden-Bibran, bewertete von Dresky als ausgezeichneten Frontoffizier, sah aber nicht seine Eignung als Chef des Stabes, wodurch Borckenhagen die Kommandierung erhielt.
1902 wurde er, er war bereits mit der Wahrnehmung der Geschäfte beauftragt worden, zum überzähligen Konteradmiral befördert und zum Inspekteur der I. Marineinspektion ernannt. Bis 5. April 1904 war er Inspekteur der I. Marineinspektion und wurde anschließend zur Verfügung des Chefs der Marinestation der Ostsee gesetzt. Aus dieser Kommandierung wurde er am 11. Juni 1904 zur Disposition gestellt.
1913 wurde er mit dem Charakter als Vizeadmiral ausgezeichnet.
Zu Ostern 1904 wurde ihm der Rote Adlerorden 2. Klasse mit Eichenlaub und Schwertern am Ringe verliehen.

### Familie
Am 7. September 1889 heiratete er in Kiel Ida Johannsen (1858–1929) und hatte mit ihr drei Kinder (einen Sohn und zwei Töchter).
Ihre Tochter Ellinor Gustave (1897–1974) heiratete 1921 den späteren Konteradmiral der Kriegsmarine Hermann von Bredow.
Erich von Dresky liegt auf dem Kieler Nordfriedhof begraben.